# Antirhea affinis
Antirhea affinis är en måreväxtart som först beskrevs av Heinrich Zollinger, och fick sitt nu gällande namn av Shu Miaw Chaw. Antirhea affinis ingår i släktet Antirhea och familjen måreväxter. Inga underarter finns listade i Catalogue of Life.